# Río Fornés
El río Fornés es un afluente del río Ges por la izquierda. Este desemboca a su vez en el río Ter, por lo que el Fornés es un subafluente del Ter. 
El Fornés nace en las vertientes meridionales de la Sierra de los Llancers, cerca de Falgars d'en Bas, en el término de Juanetas, en la comarca de La Garrocha. Su cauce se dirige hacia el oeste, entra en la comarca de Osona, atraviesa la localidad de Sant Andreu de la Vola y desemboca en el Ges en San Pedro de Torelló, en la Plana de Vich.
El nacimiento del río se debe a numerosas fuentes, entre las que destacan la de la Tosquera, la de la Grevolosa, la de Sant Nazari, la del Prat, la de Poixurgues, la de la Freixeneda y la Fuente Sorda. La zona esta cubierta de bosques muy bien conservados de robles y, especialmente, hayas, destacando el hayedo de la Grevolosa.
Destaca en el río el salto de Llavaig, al que se accede desde la casa del Prat de la Vola. Tiene unos 8 m de altura.